# Благовещенский, Николай Александрович
Никола́й Алекса́ндрович Благове́щенский (1 мая (19 апреля) 1837, Москва — 1 августа (20 июля) 1889, Владикавказ) — русский писатель, журналист.

## Биография
Николай Александрович Благовещенский родился 1 мая (19 апреля) 1837 года в Москве в семье священника. Окончил Александро-Невское духовное училище и Петербургскую духовную семинарию, где был младшим товарищем Н. Г. Помяловского. После смерти Помяловского занимался сохранением его наследия, оставил о нем биографический очерк, публикуемый в большинстве собраний сочинений.
После окончания семинарии Благовещенский был прикомандирован к архимандриту Порфирию, известному археологу и востоковеду, и отправился с ним на Афон и в Иерусалим, где пробыл почти два года (1858—1859), запечатлевая опыт путешественника в путевых заметках и рисунках. Первыми напечатанными произведениями Благовещенского стали рассказы, написанные по следам этого путешествия («Из воспоминаний бывалого в Иерусалиме», «В Фессалии», «Ноябрь»). По возвращении в Россию он с 1862 года сотрудничает в журнале братьев Достоевских «Время».
Получил известность благодаря книгам очерков о духовном быте («Афон», 1864; «Среди богомольцев», 1871). Книга очерков «Афон» печаталась в журнале «Русское слово», ответственным редактором которого Благовещенский стал в 1864 году. В 1866 году журнал был запрещён, и Благовещенский (вместе с А. К. Шеллером-Михайловым) редактировал «Женский вестник», позднее — «Неделю». В это время он создаёт роман «Перед рассветом», в котором изображает жизнь разночинца-демократа.
В 1869 году Благовещенский был разбит параличом. Некоторое время после этого он продолжал литературный труд (очерки из рабочего быта в «Отечественных записках»). Проходя лечение на кавказских минеральных водах, сблизился с графом М. Т. Лорис-Меликовым, по приглашению которого остался жить во Владикавказе. Лорис-Меликов устроил Благовещенского на должность секретаря терского статистического комитета. Последние годы жизни Благовещенский занимался описанием Терской области, составив Сборник статистических сведений по ней. С 1880 года он редактировал газету «Терские ведомости».

## Сочинения
- Н. А. Благовещенский: Николай Герасимович Помяловский (биографический очерк) // Полное собрание сочинений Н. Г. Помяловского. — изд. 2-е, испр. и доп. — СПб, М: Книгопродавца С. В. Звонарева, тип. К. Вульфа, Литейный пр., №60 (СПб, 1868), "YOYO Media" и "Книга по требованию" (М, 2021), 1868. — Т. I. — С. I-XLVII. — 432 с. — (Книжный Ренессанс). — ISBN 978-5-518-02822-7.
- Н. А. Благовещенский, Повести и рассказы. изд. К. Н. Плотников, СПб., 1873.